# Симонята (Верещагинский район)
Симонята — деревня в Верещагинском городском округе Пермского края России.

## География
Деревня находится в западной части края, в пределах Верхнекамской возвышенности, примерно в 2,5 км к западу от административной границы с Кезским районом Удмуртской Республики.
Климат
Климат характеризуется как умеренно континентальный, с морозной снежной зимой и коротким тёплым летом. Средняя многолетняя температура самого холодного месяца (января) составляет −15 °С (абсолютный минимум — −50 °С), температура самого тёплого (июля) — 18 °С (абсолютный максимум — 36 °С). Безморозный период длится в течение 120 дней. Среднегодовое количество осадков — 450—550 мм, из которых около 70 % приходится на период с апреля по октябрь.

## История
До 2019 года входила в состав ныне упразднённого Путинского сельского поселения Верещагинского района.

## Население
| 2010 |
| ---- |
| 0    |

## Инфраструктура
Личное подсобное хозяйство.

## Транспорт
Просёлочные дороги. 

## Топографические карты
- Лист карты O-40-61 Сепыч. Масштаб: 1 : 100 000. Издание 1989 г.